# Guys and Dolls
Guys and Dolls er en musical med musik og tekst af Frank Loesser til en historie af Jo Swerling og Abe Burrows. Musicalen er baseret på "The Idyll of Miss Sarah Brown" og "Blood Pressure", to noveller af Damon Runyon,, men stykket låner også personer og handlingselementer fra andre historier af Runyon, særligt "Pick the Winner".
Premieren fandt sted på Broadway i 1950. Stykket fik over 1.200 opførelser og vandt en Tony Award for bedste musical. Musicalen har fået adskillige genopførelser på Broadway og i London og er desuden blevet indspillet som film i 1955 med Marlon Brando, Jean Simmons, Frank Sinatra og Vivian Blaine i hovedrollerne.
Guys and Dolls vandt en Pulitzer for bedste drama i 1951. Beslutningen blev imidlertid omstødt, idet den amerikanske komité House Un-American Activities Committee (HUAC) havde indledt en undersøgelse af Abe Burrows påståede kommunistiske sympatier, hvorfor juryen ved Columbia University brugte sin vetoret imod prisoverrækkelsen; der blev ikke uddelt en Pulitzer for drama det år.